# الشخصية التي تحمل نفس الاسم
الشخصية التي تحمل نفس الاسم (بالإنجليزية: Title character)‏ في العمل الروائي أو القصة ، يُذكر شخص اسمه هو نفس عنوان ذلك العمل. في العمل الدرامي المسرحية أو المسرح أو الفيلم، يقال إن الممثل الذي يلعب شخصية العنوان هو العنوان (بالإنجليزية: Title role)‏ في هذا المعنى. قد يكون عنوان العمل مجرد اسم شخصية العنوان، مثل مايكل كولينز  وعطيل ، أو عبارة أو جملة أطول، مثل مغامرات أليس في بلاد العجائب ومغامرات توم سوير . عادةً ما يكون حرف العنوان هو بطل الرواية - ولكن ليس بالضرورة.
تشمل الأمثلة المختلفة لشخصية العنوان في الوسائط المختلفة: فيجارو في زواج فيغارو ، دكتور هو في المسلسل التلفزيوني دكتور هو ، جريجوري هاوس في المسلسل التلفزيوني هاوس ، هاري بوتر في الرواية وسلسلة الأفلام ،  روميو مونتاجو وجولييت جابوليت في مسرحية روميو وجولييت . 

## أنظر أيضا
- الممثل الرئيسي
- ممثل مساعد